# Ла-Бюрбанш
Ла-Бюрба́нш (фр. La Burbanche) — коммуна во Франции, находится в регионе Рона — Альпы. Департамент — Эн. Входит в состав кантона Вирьё-ле-Гран. Округ коммуны — Белле.
Код INSEE коммуны — 01066.

## География
Коммуна расположена приблизительно в 420 км к юго-востоку от Парижа, в 60 км восточнее Лиона, в 50 км к юго-востоку от Бурк-ан-Бреса.
По территории коммуны протекает река Фюран. Большая часть территории покрыта лесами.

## Население
Население коммуны на 2010 год составляло 72 человека.
| 1962 | 1968 | 1975 | 1982 | 1990 | 1999 | 2010 |
| ---- | ---- | ---- | ---- | ---- | ---- | ---- |
| 113  | 80   | 61   | 55   | 60   | 56   | 72   |

## Администрация
| Период | Период | Фамилия      | Партия | Примечания |
| ------ | ------ | ------------ | ------ | ---------- |
| 1995   | 2001   | Роже Женан   |        |            |
| 2001   | 2008   | Эме Бурдон   |        |            |
| 2008   | 2014   | Жильбер Руже |        |            |

## Экономика
В 2010 году среди 46 человек трудоспособного возраста (15—64 лет) 22 были экономически активными, 24 — неактивными (показатель активности — 47,8 %, в 1999 году было 57,9 %). Из 22 активных жителей работали 22 человека (16 мужчин и 6 женщин), безработных не было. Среди 24 неактивных 3 человека были учениками или студентами, 6 — пенсионерами, 15 были неактивными по другим причинам.

## Фотогалерея
- Церковь Благовещения
- Военный мемориал
- Карта коммуны